# Strada statale 268 del Vesuvio
La strada statale 268 del Vesuvio è una strada statale italiana, il suo tracciato parte  dal comune di Cercola e attraversa tutta l'area vesuviana interna fino al comune di Angri, nell'Agro nocerino-sarnese.
L'arteria  è nota per l'alto numero di incidenti stradali, spesso mortali.

## Storia
La strada statale venne istituita come Strada statale 268 del Vesuvio nel 1960, con proprietà e gestione affidata ad Anas. Il percorso, classificato con D.M. 16/11/1959 - G.U. 41 del 18/02/1960, veniva descritto in questo modo: 'Innesto SS n. 18 a San Giovanni a Teduccio - Sant'Anastasia - Somma Vesuviana - San Giuseppe Vesuviano - Terzigno - Boscoreale - Innesto SS n. 18 a Torre Annunziata'. La strada aveva difatti inizio presso la zona est di Napoli, proseguiva superando l'A3 Napoli-Salerno e raggiungeva Cercola, da dove iniziava il semianello di aggiramento del Vesuvio con l'attraversamento di tutti i relativi centri abitati che vi insistono, innestandosi infine sulla Strada statale 18 Tirrena Inferiore nei pressi dello svincolo dell'A3 di Torre Annunziata.
Il tracciato originale della strada statale risulta essere ormai completamente declassificato: nel corso degli anni ottanta si rese necessaria la costruzione di nuova sede stradale realizzata per ovviare all'inadeguatezza del percorso originale dovuta al ritardo della costruzione rispetto alla progettazione dell'arteria che non ha tenuto conto né del miracolo economico italiano, né del boom automobilistico e tantomeno di quello urbanistico. Sebbene il tracciato attuale corra più o meno parallelo al vecchio descrivendo un arco più grande, il caposaldo iniziale e finale risultano variati, anche per permettere l'allacciamento con infrastrutture più adeguate. A sud-est del vulcano i due percorsi differiscono in maniera più marcata: quello nuovo devia verso sud-est in direzione di Angri, mentre quello storico seguiva la curvatura dell'anello raggiungendo le località di Boscoreale e Boscotrecase terminando infine a Torre Annunziata. Inizialmente il nuovo tracciato si configurava come Strada statale 268 bis, ma al momento della declassificazione del tracciato originale a strada provinciale, il nuovo tracciato assumeva a tutti gli effetti la classificazione di SS 268.
Un tratto di 4,404 km che parte dal percorso principale presso Somma Vesuviana fino all'innesto con la S.P. n. 57 presso Ottaviano era noto alla costruzione come nuova strada ANAS 31 Nuova Vesuviana, prima di essere integrato totalmente nella statale 268.
La strada è interessata, a partire dal 2003, da un progetto di riammodernamento dell'arteria che ha portato all'inaugurazione del tratto dal km 16,000 al km 19,854 il 16 marzo 2010 e del tratto dal km 15,325 al km 16,000 il 12 luglio 2010. La tratta finale a collegamento dell'area di Scafati al nuovo casello autostradale di Angri è stato aperto il 29 dicembre 2020.

## Percorso
L'attuale tracciato, in gran parte con caratteristiche di superstrada, si presenta parzialmente ad una corsia, con tratti a due corsie per ogni senso di marcia grazie ai recenti interventi di ammodernamento: al 1º Gennaio 2021 il tratto a due corsie per senso di marcia è quello compreso tra il km 8,100 (Somma Vesuviana) ed il km 19,854 (San Giuseppe Vesuviano). È attualmente in corso di revisione la progettazione esecutiva per il raddoppio del tratto dal km 0,000 (Cercola) al km 8,100 (Somma Vesuviana), dove la strada manca di corsie di emergenza e piazzole di sosta.

### Tabella percorso
| del Vesuvio | |        |           |
| Tipo        | Indicazione | ↓km↓   | Provincia |
|             | Cercola-Via Argine | 0,0    | NA        |
|             | Cercola-San Sebastiano al Vesuvio                                                                                              | 0,0    | NA        |
|             | ex Strada statale 162 racc Strada Statale 162 dir Circumvallazione Esterna di Napoli                                           | 0,1    | NA        |
|             | Area di servizio solo in direzione Angri                                                                                       | 1,1    | NA        |
|             | Madonna dell'Arco-Sant'Anastasia centro                                                                                        | 2,9    | NA        |
|             | Sant'Anastasia Pomigliano d'Arco-Pollena Trocchia                                                                              | 3,8    | NA        |
|             | Area di servizio solo in direzione Angri                                                                                       | 4,6    | NA        |
|             | Pomigliano d'Arco Somma Vesuviana (Santa Maria del Pozzo)-Castello di Cisterna-Brusciano                                       | 6,5    | NA        |
|             | Area di servizio | 7,1    | NA        |
|             | Somma Vesuviana centro | 8,6    | NA        |
|             | Somma Vesuviana sud Ottaviano (Centro)                                                                                         | 9,5    | NA        |
|             | Area di servizio solo in direzione Angri                                                                                       | 11,3   | NA        |
|             | Ottaviano zona industriale | 12,3   | NA        |
|             | Ottaviano San Gennaro Vesuviano-San Giuseppe Vesuviano                                                                         | 13,8   | NA        |
|             | del Vesuvio Caserta-Salerno Palma Campania                                                                                     | 17,1   | NA        |
|             | San Giuseppe Vesuviano Poggiomarino-Striano-San Valentino Torio                                                                | 19,8   | NA        |
|             | Terzigno Sarno-Striano-Poggiomarino-San Marzano sul Sarno                                                                      | 21,0   | NA        |
|             | Boscoreale Boscotrecase-Pompei-Striano-Poggiomarino-San Marzano sul Sarno                                                      | 22,7   |           |
|             | Scafati nord Sarno-Striano-San Marzano sul Sarno-San Valentino Torio-San Pietro di Scafati                                     | 26,6   | SA        |
|             | Angri nord via Orta Longa Scafati-San Marzano sul Sarno-San Valentino Torio                                                    | 27,2   | SA        |
|             | Scafati sud Tirrena Inferiore Nocera-Pagani-Angri                                                                              | 29,3   | SA        |
|             | Sant'Antonio Abate-Angri sud Scafati-Lettere-Gragnano-Castellammare di Stabia-Santa Maria la Carità Bretella di Corbara (1 km) | 30,5   | SA        |
|             | Napoli-Salerno | 30,582 | SA        |

## Raccordi

### Strada statale 268 racc del Vesuvio
La strada statale 268 racc del Vesuvio è una strada statale italiana che collega la SS 268 all'Autostrada A30 Caserta-Salerno.
La statale permette l'interconnessione veloce tra le due arterie, fino a quel momento affidata alla viabilità provinciale con conseguenze importanti sul traffico. La sua inaugurazione è avvenuta il 28 luglio 2005 contestualmente a quella del casello autostradale di Palma Campania.

#### Tabella percorso
| raccordo del Vesuvio | |       |
| Tipo                 | Indicazione | ↓km↓  |
|                      | Caserta-Salerno uscita Palma Campania | 0,0   |
|                      | chi esce dalla SS 268 percorre il raccordo dal km 1,710 fino al Km 0 per poi proseguire verso l'A 30 o fare inversione per ritornare verso la SS 268 o proseguire verso i comuni di Ottaviano, Palma Campania, San Gennaro Vesuviano, San Giuseppe Vesuviano, Poggiomarino | 0,0   |
|                      | San Gennaro Vesuviano Palma Campania | 0,3   |
|                      | direzione Cercola Napoli - Ottaviano | 0,8   |
|                      | San Giuseppe Vesuviano Poggiomarino | 1,1   |
|                      | direzione Angri | 1,710 |

## Località attraversate

### Itinerari economici
La strada tocca una zona produttiva della Campania: i comuni che si affacciano su di essa fanno parte di zone industriali importanti come quella napoletana e quella di Pomigliano d'Arco; per esempio, vi sono comuni come Sant'Anastasia e Somma Vesuviana famosi per la produzione di frutta e commercio di olive ed affini; la fascia che va da Ottaviano a Poggiomarino molto attiva nel commercio e nella produzione dei tessuti (tra essi rientra San Giuseppe Vesuviano, tra i comuni più competitivi del sud Italia); infine l'agro nocerino-sarnese famoso anch'esso per la produzione di frutta e di prodotti tipici, come i pomodori di San Marzano, nonché sede di numerose attività riguardanti la trasformazione di generi alimentari.

### Itinerari turistici
La strada permette di raggiungere importanti mete turistiche; le più importanti sono sicuramente Napoli e Pompei (quest'ultima tramite le uscite di Boscoreale, di Scafati ed Angri); ad esse si affiancano posti di notevole interesse come il santuario della Madonna dell'Arco nel comune di Sant'Anastasia, la Basilica Pontificia Santuario della Beata Vergine del Rosario di Pompei, l'Antiquarium di Boscoreale, la Porta civica di San Nicola a Striano, l'intero Parco regionale Bacino Idrografico del fiume Sarno, i centri storici di Ottaviano, Somma Vesuviana, Sarno, Striano, Nocera Inferiore, Nocera Superiore, Sant'Egidio del Monte Albino, Pagani e Angri.
Inoltre molti dei paesi (in particolare Ottaviano) attraversati sono basi per alcuni percorsi naturalistici sul monte Somma, la parte interna del Parco nazionale del Vesuvio. Da non dimenticare gli scavi archeologici di Longola nel comune di Poggiomarino e il parco naturalistico Cinque Sensi nella località Foce di Sarno.